# Dinotrema azoricum
Dinotrema azoricum is een vliesvleugelig insect uit de familie van de schildwespen (Braconidae). De wetenschappelijke naam van de soort is voor het eerst geldig gepubliceerd in 2003 door Fischer.